# Dagg

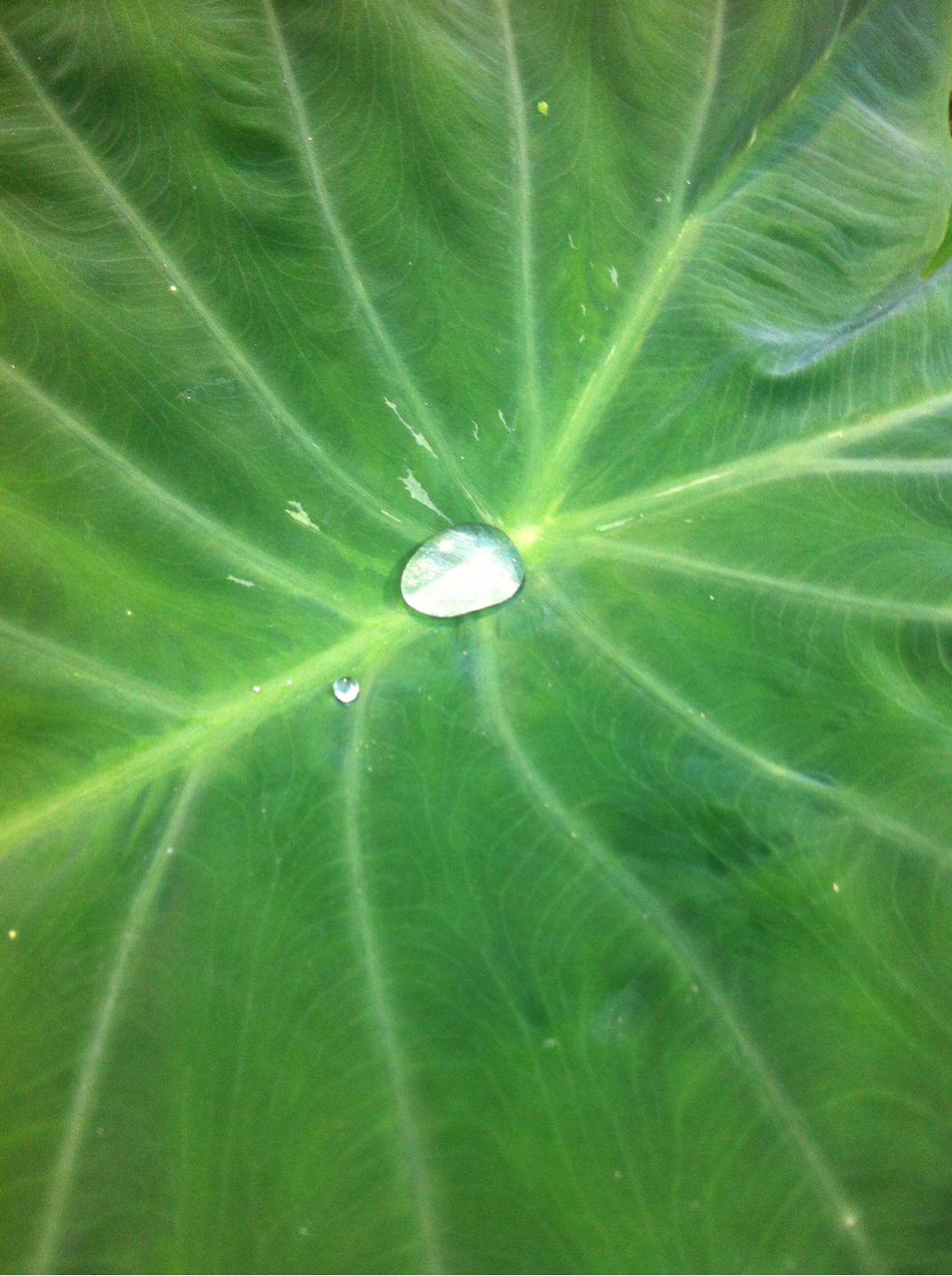
En daggdroppe på ett palmblad i Trädgårdsföreningen, Göteborg, 2012

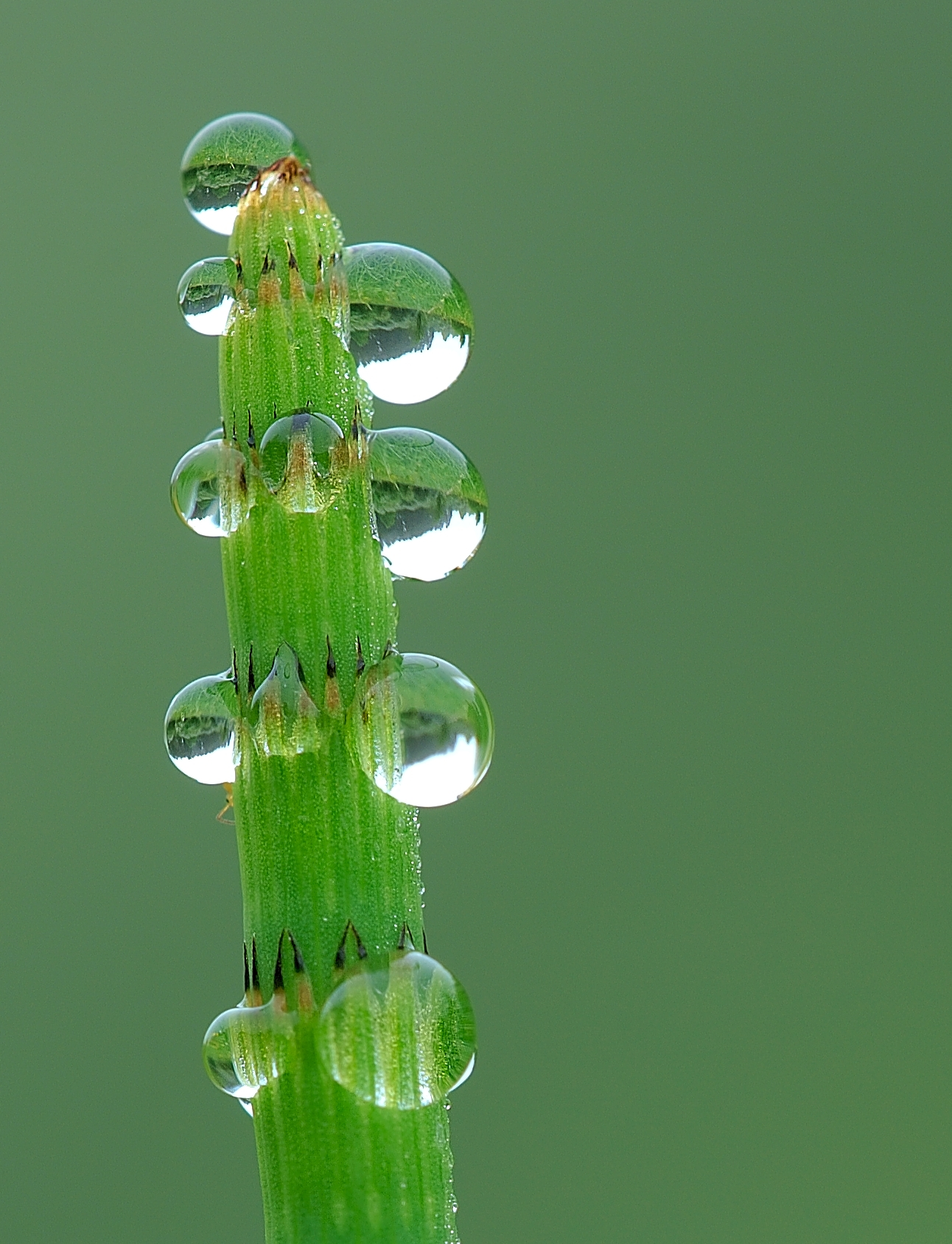
Guttation på sjöfräken

Dagg är små vattendroppar som uppkommer på föremål, på morgonen och kvällen. Frusen dagg kallas frost eller rimfrost.
Vattendropparna uppstår då varm fuktig luft kyls av under natten. Den avkylda luften förmår då inte att hålla kvar all vattenånga, utan en del av fukten kondenseras till droppar som fälls ut till exempel på väggar och bilar. I gräs med mera bidrar även guttation till uppkomsten av dagg.
Närhet till vattendrag gynnar bildandet av dagg.
Hur daggen uppkommer utreddes av William Charles Wells 1814.